# Chilostoma cingulella
Chilostoma cingulella е вид коремоного от семейство Helicidae.

## Разпространение
Видът е разпространен в Полша и Словакия.